# Snaps

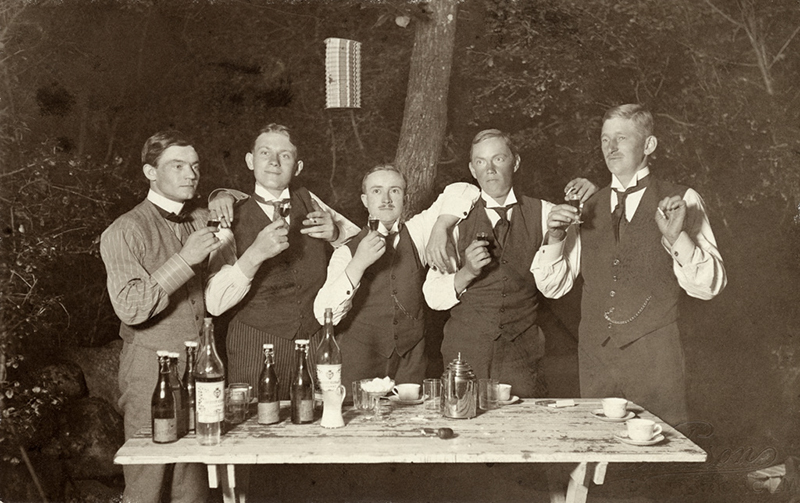
Cavalheiros a beber Snaps, Suécia, advento do séc. XX.

Os Snaps (termo comum às línguas dinamarquesa e sueca) são bebidas alcoólicas fortes, que se bebem em copos de pequenas dimensões (copos de shot) à refeição. Há todo um ritual tradicional escandinavo (sentido mais demarcadamente na Dinamarca e na Suécia), associado ao acto de beber os snaps, no ensejo de festividades tradicionais, seja o Natal, as festas juninas ou a Páscoa.
Este ritual descreve-se nos seguintes termos: 
 Um grupo de pessoas reúne-se à volta da mesa, para um almoço tradicional, que inclui uma série de pratos diferentes e bebidas claras e fortes. O anfitrião serve o líquido gelado em copos cónicos de pé alto e fino (cálices) arrefecidos. A dada altura, levanta o copo e os demais convivas fitam-se nos olhos, assegurando-se de que ninguém fica posto de parte. «Skål!» atroa o anfitrião e, de seguida, todos tomam um gole. Mais uma vez, todos se fitam e os copos regressam à mesa, não se voltando a levantar, até que o anfitrião volte a levantar o seu. O líquido é aquavit. Este  ritual é virtualmente o mesmo por toda a Escandinávia.
Na Dinamarca, os snaps são sempre aquavit, sendo certo que há inúmeras variedades. Na Suécia, porém, os snaps são um termo mais abrangente; embora, regra geral, possa ser aquavit, também pode ser vodka, lícores amargos ou brännvin (lit."vinho queimado", bebida alcoólica destilada de batatas e cereais). Bebidas brancas, como o  whisky ou o brandy raramente se bebem como snaps. 
Uma das bebidas alcoólicas mais fortes da Finlândia, que é servida como snaps, é o «Marskin ryyppy» (lit. bebida do marechal), crismada em honra do Marechal Carl Gustaf Emil Mannerheim.
O termo «snaps» também tem relevo na língua alemã, sob a grafia schnaps, reportando-se ambiguamente a qualquer tipo de bebida alcoólica forte.

## Cultura

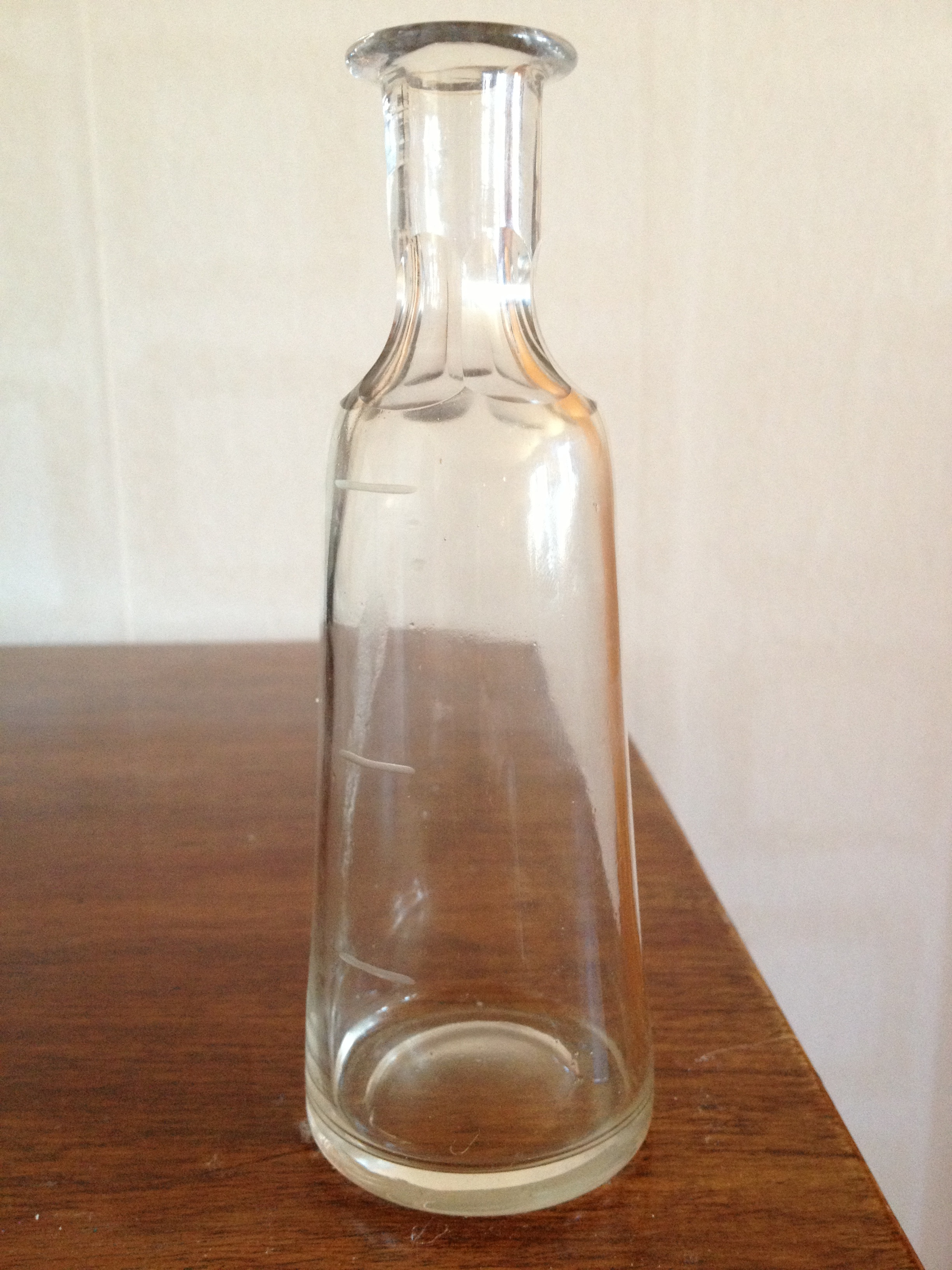
Junfru tradicional, usada para servir brännvin

Para acompanhar os snaps é comum servir alguns aperitivos e acepipes tradicionais, como arenque curado com batata ou o famoso surströmming  sueco.
Os suecos, dinamarqueses e os finlandeses sueco-falantes têm certas tradições de cantar determinadas cantigas especiais as "snapvisor" ou "snap-visas", antes de beber snaps. As snaps-visas normalmente são odes à alegria de beber snaps, podendo louvar o sabor dos snaps ou exprimir o desejo de os beber.
Os snaps e as ''snaps-visas'' são elementos essenciais das tainadas do lagostim, que são celebrações marcadamente ebrifestivas. No decurso desta tainada podem cantar-se dúzias de ''snaps-visas'', sendo que cada uma dessas cantigas pressupõe escorropichar uma rodada de snaps, logo de seguida.

## Volume
A unidade de medida mais comum para as snaps era a Jungfru (lit. gaiata), que correspondia a 8.2 cl, mas que, entretanto, caiu em desuso depois de 1850. Em meados do século XX, o snaps-padrão pedido num restaurante sueco teria um volume médio de 7.5 cl. Dois snaps perfaziam 15 cl, o que correspondia à ração diária permitida pela legislação sueca da época.
Os snaps dinamarqueses, amiúde alcunhados com o hipocorístico de "pequeninos" noutras partes do mundo nórdico, podem chegar a volumes tão diminutos como 1 cl, o que permite pouco mais do que molhar os lábios, para saborear o licor.

## Confecção caseira destes licores

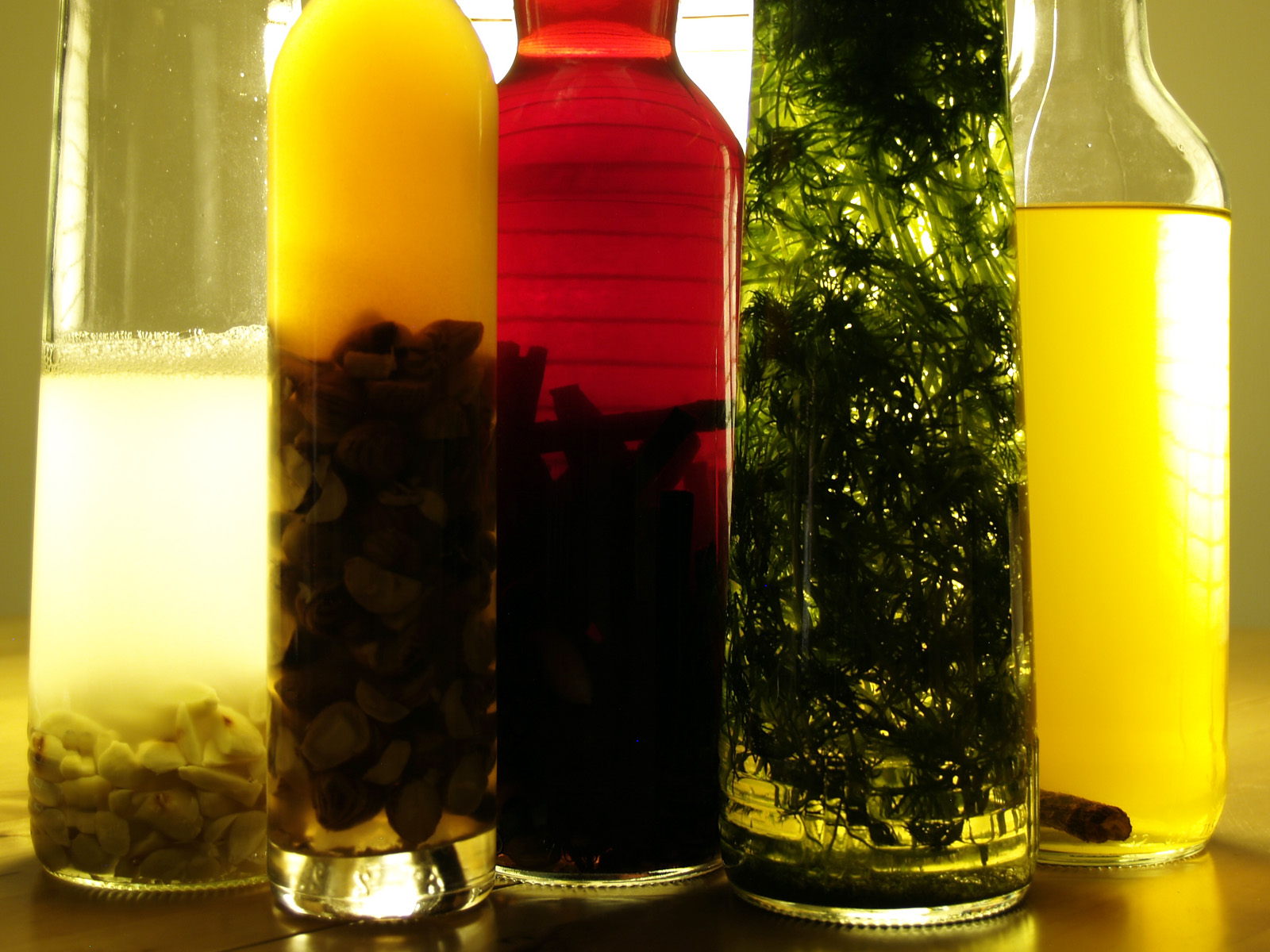
Selecção de diferentes tipos de snaps aromatizados, designadamente: snaps de amendoa; snaps de avelã; snaps de endro; snaps de alcaçuz

Salvo autorização legal para o efeito, é proibido destilar bebidas alcoólicas em casa, nos países escandinavos.Porém, as destilarias domésticas são uma tradição que grassa por inúmeras localidades rurais da Suécia, Finlândia e Noruega.
A tradição de aromatizar snaps existe na Escandinávia há séculos. Esta tradição tem maior expressão nas regiões austrais desses territórios, particularmente na Dinamarca. Os aficionados dos snaps podem comprar snaps de fabrico comercial e depois adicionar sabores, juntando-lhes ervas aromáticas silvestres ou cultivadas no jardim. Por exemplo, no Norte da Dinamarca, é confeccionado o bjesk ou bäsk (lit. «amargo»), uma versão dos snaps, que leva especiarias variegadas.
Em Hirtshals está o museu da história do bjesk.
Os sabores adicionados mais populares são: o abrunho; murtinho; endro; noz; hipericão e absinto. Regra geral, as ervas aromáticas em questão são adicionadas individualmente, mas há quem as goste de as misturar umas às outras, em busca do "sabor perfeito".

## Nomes
Tradicionalmente, os snaps são denominados em função da ordem em que são servidos à refeição. O nome mais famoso é o Helan, o snaps da estreia, o qual goza de uma snaps-visa epónima, a Helan går. 
Subsegue-o em popularidade o nome Halvan, que se remete aos segundos snaps. Historicamente, contudo, há listas que arrolam até 17 snaps diferentes, para se poderem tomar no transcurso de uma ceia. Há muitas variantes possíveis dessa lista, mas os nomes dos snaps tendem a coincidir grosso modo na mesma ordem.
A seguinte lista é considerada um exemplar clássico de um rol de nomes de snaps a tomar numa refeição festiva, no século XIX. Não existe nenhuma lista oficialmente estabelecida, as listas modernas acabam por ser feitas ad hoc.
Nomes dos snaps:
- Helan
- Halvan
- Tersen (terceira)
- Kvarten (a quarta)
- Kvinten (quinta)
- Sexten (sexta)
- Septen (sétima, também dita «Finsk-sexan» lit. "sexta à finlandesa")
- Rivan
- Räfflan (a curva)
- Rännan (aljeroz, também chamada «Repetitionen» lit. "ensaio")
- Smuttan
- Smuttans unge (o filho de smuttan)
- Lilla Manasse (pequeno Manasés)
- Lilla Manasses broder (irmão do pequeno Manasés)
- Femton droppar (quinze pingas)
- Kreaturens (åter)uppståndelse (ressurreição do bicho)
- Absolut sista supen (derradeira ceia)

## Ligações Externas
- Drinking song – snapsvisa
- Drinking songs at Spiritmuseum